# Heath Pearce
Heath Pearce (ur. 13 sierpnia 1984 w Modesto) – piłkarz amerykański grający na pozycji lewego obrońcy.

## Kariera klubowa
W latach 2003–2005 Pearce był członkiem drużyny uniwersyteckiej University of Portland o nazwie Portland Pilots. W 2004 roku grał w zepsole Bradenton Academics, grającej w USL Premier Development League. W 2005 roku wyjechał do Europy i został piłkarzem duńskiego FC Nordsjælland z miasta Farum. 20 marca 2005 roku zadebiutował w duńskiej Superligaen w przegranym 1:2 wyjazdowym spotkaniu z Aarhus GF. W Nordsjælland grał przez 2,5 roku i był podstawowym zawodnikiem tej drużyny.
W 2007 roku Pearce przeszedł na zasadzie wolnego transferu do niemieckiej Hansy Rostock. 11 sierpnia 2007 zanotował debiut w Bundeslidze w meczu z Bayernem Monachium (0:3). Na koniec sezonu 2007/2008 spadł z Hansą do drugiej ligi, jednak w klubie z Rostocku pełnił na ogół rolę rezerwowego.
W 2009 roku Pearce przeszedł do FC Dallas z Major League Soccer. Zadebiutował tam 20 września 2009 roku w przegranym 2:3 pojedynku z Kansas City Wizards. W Dallas grał przez dwa sezony. W 2011 roku odszedł do CD Chivas USA. Spędził tam sezon 2011, a także część sezonu 2012. W maju 2012 roku przeszedł do New York Red Bulls, w którym występował do końca sezonu 2014. W grudniu 2014 roku przeszedł w ramach MLS Expansion Draft do Orlando City.
| Sezon   | Klub               | Kraj              | Rozgrywki           | Mecze | Bramki |
| ------- | ------------------ | ----------------- | ------------------- | ----- | ------ |
| 2004/05 | FC Nordsjælland    | Dania             | Superligaen         | 15    | 0      |
| 2005/06 | FC Nordsjælland    | Dania             | Superligaen         | 31    | 1      |
| 2006/07 | FC Nordsjælland    | Dania             | Superligaen         | 29    | 1      |
| 2007/08 | Hansa Rostock      | Niemcy            | Bundesliga          | 19    | 0      |
| 2008/09 | Hansa Rostock      | Niemcy            | 2. Bundesliga       | 12    | 0      |
| 2009    | FC Dallas          | Stany Zjednoczone | Major League Soccer | 6     | 0      |
| 2010    | FC Dallas          | Stany Zjednoczone | Major League Soccer | 28    | 0      |
| 2011    | CD Chivas USA      | Stany Zjednoczone | Major League Soccer | 30    | 0      |
| 2012    | CD Chivas USA      | Stany Zjednoczone | Major League Soccer | 10    | 0      |
| 2012    | New York Red Bulls | Stany Zjednoczone | Major League Soccer |       |        |

## Kariera reprezentacyjna
W reprezentacji Stanów Zjednoczonych Pearce zadebiutował 5 listopada 2005 roku w zremisowanym 1:1 towarzyskim spotkaniu ze Szkocją. W 2007 roku był w kadrze Stanów Zjednoczonych na Copa América 2007. Z kolei w 2009 roku został powołany przez selekcjonera Boba Bradleya na Puchar Konfederacji i Złoty Puchar CONCACAF 2009.